# Walker (Chileens geslacht)

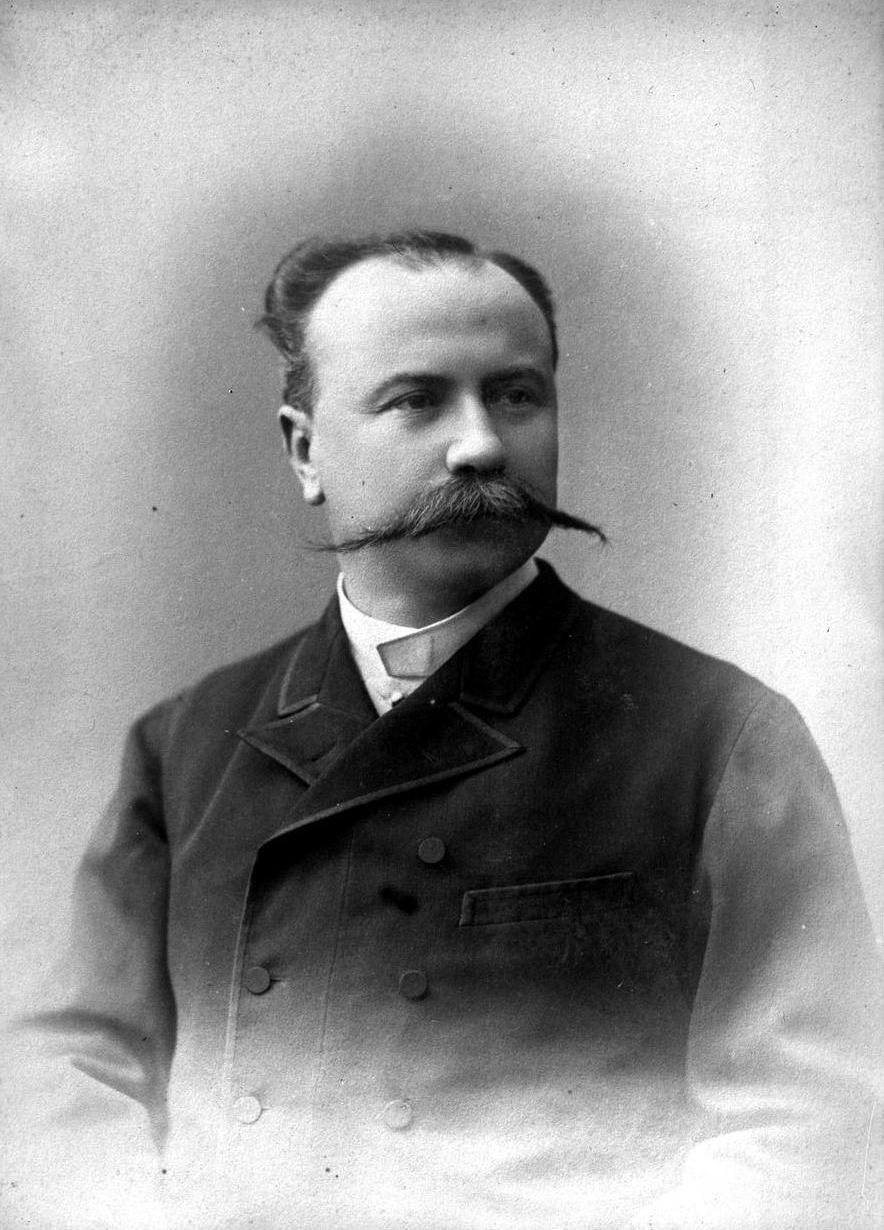
Carlos Walker Martínez (1842-1905)

Het Chileense geslacht Walker stamt oorspronkelijk uit Birmingham, Verenigd Koninkrijk. Als stamvader geldt Alexander Walker die in de achttiende eeuw leefde. Eén van zijn zoons, William (Guillermo) Walker, vestigde zich in het begin van de negentiende eeuw in Zuid-Amerika. Hij was getrouwd met Ana Griffen Westy uit Manchester. Zijn nageslacht ontwikkelde zich tot een machtige en invloedrijke familie in Chili.
1. William Walker uit Birmingham
  1. Simón Walker Griffin (1771-1824)
    1. Alejandro James Walker Ashley
      1. Juan Ashley Walker Martínez (1847-1921), afgevaardigde, burgemeester
        1. Andrés Walker Valdés (1894-1959), zakenman, afgevaardigde

      2. Joaquín Walker Martínez (1853-1928), afgevaardigde, minister van Oorlog en Marine, Financiën en Justitie
        1. Horacio Walker Larraín (1887-1974), afgevaardigde, senator, minister van Justitie, medeoprichter PDC
          1. Ignacio Walker Concha (†2001)
            1. Ignacio Walker Prieto (*1956), afgevaardigde, minister van Buitenlandse Zaken, senator
            2. Patricio Walker Prieto (*1969), afgevaardigde, voorzitter Kamer van Afgevaardigden, senator, voorzitter Senaat

    2. Juan Walker Ashley (1834-†onbekend)
      1. Carlos Walker Martínez (1842-1905), afgevaardigde, voorzitter Chileense Rode Kruis, minister van Binnenlandse Zaken